# Julián Sánchez

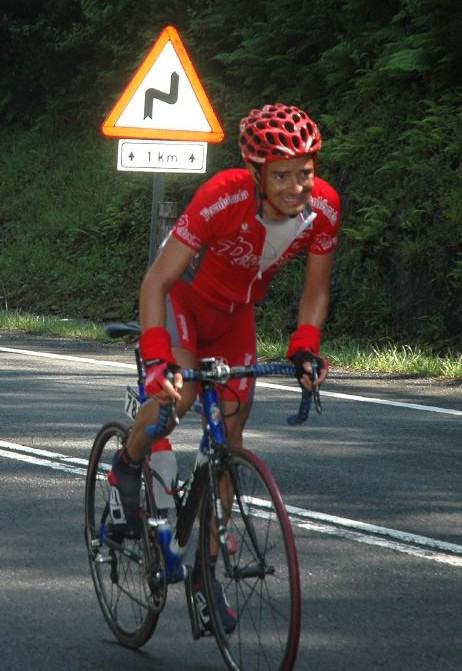
Julián Sánchez

Julián Sánchez Pimienta (* 26. Februar 1980 in Zafra) ist ein ehemaliger spanischer Radrennfahrer.
Julián Sánchez begann internationale Karriere 2004 bei dem italienischen Radsportteam Fassa Bortolo. Seinen ersten internationalen Eliteerfolg erzielte er 2008 auf der ersten Etappe der Euskal Bizikleta. Beim ProTour-Rennen Katalonien-Rundfahrt 2009 gewann er die vierte Etappe und die Bergwertung. Vier Mal nahm er an der Vuelta a España teil, wobei die beste Platzierung in der Gesamtwertung Rang 33 im Jahr 2005 war. Ende der Saison 2012 beendete er seine Karriere als Berufsradfahrer.

## Erfolge
2008
- eine Etappe Euskal Bizikleta

2009
- eine Etappe und Bergwertung Katalonien-Rundfahrt

## Teams
- 2004 Fassa Bortolo
- 2005 Fassa Bortolo
- 2006 Comunidad Valenciana
- 2007 Relax-GAM
- 2008 Contentpolis-Murcia
- 2009 Contentpolis-AMPO

- 2011 Caja Rural
- 2012 Caja Rural